# Lamprosema biformis
Lamprosema biformis là một loài bướm đêm trong họ Crambidae.